# RedisPolly
RedisPolly (10月4日—)，香港YouTuber、時裝設計師。

## 生涯
2017年，她上載了富士山的旅遊系列影片至YouTube，也是她第一個旅遊系列影片。並在同年上載了《一個女仔去非洲》系列，也是第一個「一個女仔去旅行」系列。據Polly所說，她是因為覺得去非洲只拍照很浪費，故希望使用影片紀錄旅程。在非洲旅程中，她到了肯亞馬賽馬拉的大草原觀賞動物，但由於旅行預留時間短，未能捕捉到動物大遷徙中動物過河的畫面；其後她在旅程的第二個部分到了南非當動物義工。在開設頻道初期，Polly的正職仍然是一名時裝買家，但因為每天剪片都弄到凌晨時分，於是才辭掉了原本的工作。
2019年11月至12月，Polly前往南極，以旅程作為慶祝自己26歲生日的禮物，她乘搭38小時到阿根廷南部城市烏斯懷亞，再登船前往和南極半島，她在影片中指，每一次到南極圈內的陸地上，都要經過消毒，每一個國家都遵守規則，是要保護「這片珍貴的土地」。
2020年初，Polly與其朋友合資舉辦年宵攤位，得到不錯的銷量和反應，於是萌生了創辦品牌的念頭，其後便成立了品牌。剛巧Polly在從南極回港後不久，便看到了新聞指南極溫度達到了史無前例的20.75 °C（69.35 °F），「20.75 °C」便成為了其品牌第一個系列的元素，她又在設計時考慮環保元素，希望喚醒大眾對環保的關注。而Polly在創辦品牌後，她擔任模特兒、攝影師等多項工作。

## 外部連結
- RedisPolly的個人網誌
- YouTube上的RedisPolly頻道
- RedisPolly的Instagram帳戶
- RedisPolly的Facebook專頁
- Just Like This的官方網站（页面存档备份，存于）